# Kursujoki (vattendrag i Finland, Lappland, lat 66,92, long 26,10)
Kursujoki är ett vattendrag i Finland.   Det ligger i landskapet Lappland, i den norra delen av landet, 800 km norr om huvudstaden Helsingfors.